# Wartan Kałamkarow
Wartan Aleksandrowicz Kałamkarow (ros. Вартан Александрович Каламкаров, ur. 6 listopada 1906 w Baku, zm. 9 listopada 1992 w Moskwie) – radziecki polityk ormiańskiego pochodzenia, zastępca przewodniczącego Sownarchozu ZSRR – minister ZSRR (1963–1965).

## Życiorys
W 1931 ukończył Azerbejdżański Instytut Politechniczny ze specjalnością inżynier górnictwa i został w nim pracownikiem naukowym. Później pracował w Azerbejdżańskim Instytucie Naftowym. Od 1932 starszy inżynier i zastępca głównego inżyniera zarządu przemysłowego Azniefti, od 1935 główny inżynier i zastępca zarządcy trustu „Azizbiekownieft´”, od 1936 zarządca trustu „Ordżonikidzenieft´”, od 1937 główny inżynier i zastępca szefa „Aznieftiekombinatu”, w 1938 inspektor przy Ludowym Komisariacie Przemysłu Ciężkiego ZSRR, od 1938 główny inżynier – zastępca zarządcy zjednoczenia „Wostoknieftiedobycza”, od 1939 główny inżynier i zastępca szefa Głównego Zarządu Wydobycia Ropy Naftowej we Wschodnich Rejonach ZSRR Ludowego Komisariatu Przemysłu Naftowego ZSRR, od 1939 w WKP(b), od 1940 kierownik wydziału technicznego Ludowego Komisariatu Przemysłu Naftowego ZSRR. Od 1942 szef „Kujbyszewnieftiekombinatu”, od 1944 ponownie kierownik wydziału technicznego Ludowego Komisariatu Przemysłu Naftowego ZSRR, od 1945 zastępca ludowego komisarza przemysłu naftowego ZSRR, od marca 1946 I zastępca ministra przemysłu naftowego wschodnich rejonów ZSRR, od grudnia 1948 zastępca ministra przemysłu naftowego ZSRR, od 1955 zastępca przewodniczącego Państwowego Komitetu Planowania (Gosplanu) ZSRR. Od 1957 szef wydziału przemysłu naftowego i gazowego i członek Kolegium Gosplanu ZSRR, od lipca 1963 do października 1965 zastępca przewodniczącego Sownarchozu ZSRR – minister ZSRR, od października 1965 do października 1974 zastępca przewodniczącego Państwowego Komitetu Rady Ministrów ZSRR ds. Zaopatrzenia Materiałowo-Technicznego ZSRR, następnie na emeryturze. Pochowany na Cmentarzu Dońskim w Moskwie.

## Odznaczenia i nagrody
- Order Lenina (trzykrotnie)
- Order Rewolucji Październikowej
- Order Czerwonego Sztandaru Pracy (trzykrotnie)
- Order Czerwonej Gwiazdy
- Nagroda Leninowska (1962)
- Nagroda Państwowa ZSRR (1949)